# أدولفو غوزمان
أدولفو غوزمان هو مدير موسيقي وملحن وعازف بيانو كوبي، ولد في 13 مايو 1920 في هافانا في كوبا، وتوفي بنفس المكان في 30 يوليو 1976.